# Le Mali
Le Mali, popularmente conhecido como Pour l'Afrique et pour toi, Mali (em português:  Pela África e por ti, Mali) ou À ton appel Mali (em português:  Em teu apelo, Mali) é o hino nacional do Mali. Foi escrito pelo médico e escritor Seydou Badian Kouyatê e composto por Banzoumana Sissoko. Em 9 de agosto de 1962, o hino foi adotado.

## Letra oficial (emfrancês)
À ton appel, Mali,
Pour ta prospérité
Fidèle à ton destin
Nous serons tous unis,
Un peuple, un but, une foi.
Pour une Afrique unie
Si l'ennemi découvre son front
Au dedans ou au dehors
Debout sur les remparts
Nous sommes résolus de mourir.
Refrão :
Pour l'Afrique et pour toi, Mali,
Notre drapeau sera liberté.
Pour l'Afrique et pour toi Mali
Notre combat sera unité.
Ô Mali d'aujourd'hui
Ô Mali de demain
Les champs fleurissent d'espérance
Les cœurs vibrent de confiance
Debout villes et campagnes
Debout femmes, jeunes et vieux
Pour la patrie en marche
Vers l'avenir radieux
Pour notre dignité
Renforçons bien nos rangs
Pour le salut public
Forgeons le bien commun
Ensemble au coude à coude
Faisons le sentier du bonheur.
(Refrão)
La voie est dure très dure
Qui mène au bonheur commun
Courage et devouement
Vigilance à tout moment
Vérité des temps anciens
Vérité de tous les jours
Le bonheur par le labeur
Fera le Mali de demain.
(Refrão)
L'Afrique se lève enfin
Saluons ce jour nouveau
Saluons la liberté
Marchons vers l'unité
Dignité retrouvé
Soutient notre combat
Fidèle à notre serment
De faire l'Afrique unie
Ensemble debout mes frères
Tous au rendez-vous de l'honneur.